# Jürgen Werbick
Jürgen Werbick (* 26. Mai 1946 in Aschaffenburg) ist ein deutscher römisch-katholischer Theologe.

## Leben
Aufgewachsen in der Pfalz, studierte Werbick katholische Theologie in Mainz, München und Zürich und promovierte 1973 bei Heinrich Fries. Zwischen 1973 und 1975 arbeitete er als Pastoralassistent in München. Ab 1975 war er als Wissenschaftlicher Assistent am Institut für Praktische Theologie der Katholischen Theologischen Fakultät der Münchener Ludwig-Maximilians-Universität bei Erich Feifel, bei dem er sich 1981 habilitierte.
Von 1981 bis 1994 hatte er eine Professur für Systematische Theologie an der Universität-Gesamthochschule Siegen inne.
1994 folgte er dem Ruf an die Westfälische Wilhelms-Universität in Münster, wo er an der Katholisch-Theologischen Fakultät als Nachfolger von Johann Baptist Metz den Lehrstuhl für Fundamentaltheologie übernahm. Im Sommer 2011 wurde er emeritiert.
Werbick ist verheiratet und hat drei erwachsene Töchter.

## Werke (Auswahl)

### Publikationen in Buchform
- Die Aporetik des Ethischen und der christliche Glaube. Studien zur Fundamentaltheologie Gerhard Ebelings (= Beiträge zur ökumenischen Theologie, Band 12) Verlag Schöningh, München-Paderborn-Wien 1976, (zugleich Hochschulschrift, München, Univ., 01 - Fachbereich Kath. Theologie, Diss., 1973), ISBN 978-3-506-70762-8.
- Glaube im Kontext. Prolegomena und Skizzen zu einer elementaren Theologie (= Studien zur praktischen Theologie, Band 26) Verlag Benziger, Zürich-Einsiedeln-Köln 1983, (zugleich Hochschulschrift: München, Univ., Habil.-Schr., 1981/82), ISBN 978-3-545-21526-9.
- Schulderfahrung und Busssakrament, Matthias-Grünewald-Verlag, Mainz 1985, ISBN 978-3-7867-1199-5.
- (Hrsg.), Josef Blank (Hrsg.), Sühne und Versöhnung (= Theologie zur Zeit, Band 1), Patmos-Verlag, Düsseldorf 1986, ISBN 978-3-491-77656-2.
- Soteriologie (= Leitfaden Theologie, Band 16), : Patmos-Verlag Düsseldorf 1990, ISBN 978-3-491-77924-2.
- (Hrsg.), Ingo Broer (Hrsg.), Offenbarungsanspruch und fundamentalistische Versuchung (= Quaestiones disputatae, Band 129), Verlag Herder, Freiburg im Breisgau-Basel-Wien 1991, ISBN 978-3-451-02129-9.
- Bilder sind Wege. Eine Gotteslehre, München 1992, ISBN 978-3-466-36380-3.
- Kirche. Ein ekklesiologischer Entwurf für Studium und Praxis, Freiburg-Basel-Wien 1994, ISBN 978-3-451-23493-4.
- Vom Wagnis des Christseins. Wie glaubwürdig ist der Glaube?, München 1995.
- Den Glauben verantworten. Eine Fundamentaltheologie, Freiburg-Basel-Wien 2000, ISBN 978-3-451-26259-3.
- Von Gott sprechen an der Grenze zum Verstummen, Münster 2004.
- Gott verbindlich. Eine theologische Gotteslehre, Freiburg-Basel-Wien 2007.
- Kleine Ekklesiologie, Freiburg 2009.
- Einführung in die theologische Wissenschaftslehre, Herder Verlag, Freiburg-Basel-Wien 2010, ISBN 978-3-451-30222-0.
- Den Glauben verantworten. Eine Fundamentaltheologie, Verlag Herder, Freiburg 2010, ISBN 978-3-451-26259-3.
- Die Angst durchkreuzen. Ermutigung aus dem Glauben,  Verlag Herder, Freiburg-Basel-Wien 2017, ISBN 978-3-451-37858-4.

### Beiträge in Sammelwerken
- Gemeinsam Beten. Fundamentaltheologische und praktisch-theologische Überlegungen zu einem heiklen Thema, in: Erich Garhammer (Hrsg.), Provokation Seelsorge. Wegmarkierungen heutiger Pastoraltheologie (= Festschrift Konrad Baumgartner), Freiburg im Breisgau, Basel,  Wien, 2000, ISBN 978-3-451-27344-5, S. 38–54.
- „Dieses Leben – dein ewiges Leben!“? Die Kritik am christlichen Auferstehungsglauben und ein fundamentaltheologischer Versuch, ihn zu verteidigen, in: Hans Kessler (Hrsg.), Auferstehung der Toten. Ein Hoffnungsentwurf im Blick heutiger Wissenschaften, Wissenschaftliche Buchgesellschaft, Darmstadt 2004, ISBN 978-3-534-15870-6, S. 211–233.
- Herausforderungen für eine Gotteslehre, die sich das Erschrecken über das Abhandenkommen Gottes noch nicht abgewöhnt hat, in: Augustin George (Hrsg.), Klaus Krämer (Hrsg.), Gott denken und bezeugen. Festschrift für Kardinal Walter Kasper zum 75. Geburtstag, Herder, Freiburg im Br., Wien, 2008, ISBN 978-3-451-29786-1, S. 99–126.
- Der Gott des Erbarmens und das Opfer. – Das Christentum: eine Erlösungsreligion? Zur Selbstverständigung über das „Wesen des Christentums“ im Gespräch mit dem Islam, in: Jürgen Werbick (Hrsg.), Sühne, Martyrium und Erlösung? Opfergedanke und Glaubensgewissheit in Judentum, Christentum und Islam (= Beiträge zur komparativen Theologie, Band 9), Schöningh, Paderborn, München, Wien, Zürich 2013, ISBN 978-3-506-77417-0, S. 97–118.

### Zeitschriftenartikel (Auswahl)

#### In Fachzeitschriften
- Gottesoffenbarung in der »Sprache der Seele«. Eugen Drewermanns Herausforderung der herkömmlichen Fundamentaltheologie. Münchner Theologische Zeitschrift, Jahrgang 43, (1992), S. 17–38

#### In Predigtzeitschriften
- Gottes Herrlichkeit ganz nah? Wortgottesdienst und Lesepredigt Fest Darstellung des Herrn (Lk 2, 22-40), in: PUK, 142. Jahrgang, Heft 2, 2003, S. 276–280.
- Alles wird gut? (Mt 5,1–12a), 4. Sonntag im Jahreskreis 30. Januar 2011, in: PUK, 150. Jahrgang,  Heft 1, 2011, S. 544–545 online verfügbar.
- Wenn Nächstenliebe konkret wird. (Lk 10,25-37) Lesepredigt, 15. Sonntag im Jahreskreis 14. Juli 2013, in: PUK, 152. Jahrgang, Heft 4, 2013, S. 544–545.
- Senfkorn Hoffnung. (Mk 4,26-34), Das Thema Glaube, Hoffnung, Wandlung III, in: PUK, 152. Jahrgang, Heft 4, 2013, S. 573–577.
- Pfingstmontag: Mut? Predigt zu Pfingsten 24/25. Mai 2015, in: PUK, 154. Jahrgang, Heft 3, 2015, S. 384–387.
- Glauben mit Nutzeffekt? (Mal 3,19–20b) Lesepredigt zum 33. Sonntag im Jahreskreis, in: PUK, 156. Jahrgang, Heft 6, 2016, S. 384–387. online verfügbar
- Gott kommt zur Welt. Lesepredigt zu Weihnachten. 24/25. Dezember 2016, in: PUK, 156. Jahrgang, 2017, Heft 1, S. 42–44.
- Gott am Kreuz. Predigt zum Karfreitag. 14. April 1917, in: PUK, 156. Jahrgang, Heft 3, 2017, S. 311–313.
- Unterwegs nach Emmaus. (Lk 24,13-35) Lesepredigt zum 3. Sonntag der Osterzeit. 30. April 1917, in: PUK, 156. Jahrgang, Heft 3, 2017, S. 343–345.
- Umgraben, um den Schatz zu gewinnen. Predigt zur Hochzeit (Hld 8,6-7 und Mt 13,44-46), in: PUK, 156. Jahrgang, Heft 3, 2017, S. 411–414.
- Evangelisch predigen: Das Evangelium predigen, in: PUK, 156. Jahrgang, Heft 3, 2017, S. 434–438.
- Ein kleinlauter Gott. Lesepredigt zum 19. Sonntag im Jahreskreis. 13. August 1917, in: PUK, 156. Jahrgang, 2017, S. 604–605.
- Ein Wahrheitsmensch. (Mt 22,15-21) Predigt zum 29. Sonntag im Jahreskreis. 22. Oktober 1917, in: PUK, 156. Jahrgang, Heft 6, 2017, S. 731–733.
- Gott sucht Resonanz. Christlich von Offenbarung sprechen, in: PUK,  157. Jahrgang, Heft 2, 2018, S. 292–301.
- Kleingeister verscheuchen. (Mt 9,3610,8) Predigt zum 11. Sonntag im Jahreskreis. 14. Juni 2020, in: PUK, 159. Jahrgang, Heft 4, 2020, S. 470–473.
- Gut zu Ende bringen, vergeben (Mt 18,21-35) Lesepredigt zum 24. Sonntag im Jahreskreis. 13. September 2020, in: PUK, 159. Jahrgang, Heft 4, 2020, S. 470–467.
- Gottes Schwäche für die Menschen (1 Kor 1,22-25) Lesepredigt zum 3. Fastensonntag. 7. März 2021, in: PUK, 160. Jahrgang, Heft 2, 2021, S. 232–234.
- Die Herrlichkeit des Lammes (Offb 5,11-14) Lesepredigt zum 3. Sonntag der Osterzeit. 1. Mai 2022, in: PUK, 161. Jahrgang, Heft 3, 2022, S. 370–373.
- Im Miteinander glaubensfähig, handlungsfähig (Joh 17,20-26) Lesepredigt zum 7. Sonntag der Osterzeit. 7. März 2021, in: PUK, 161. Jahrgang, Heft 3, 2022, S. 410–411.
- Hilft Gott? (Hab 1,2-3; 2,2-4) Lesepredigt zum 27. Sonntag im Jahreskreis. 2. Oktober 2022, in: PUK, 161. Jahrgang, Heft 6, 2022, S. 752–754.
- Da sind nicht viele Große (1 Kor 1,26-31) Predigt zum 4. Sonntag im Jahreskreis. 22. Januar 2023, in: PUK, 162. Jahrgang, Heft 1, 2023, S. 96–98.
- Wir Augenmenschen (Joh 20,19-31) Predigt zum 2. Sonntag der Osterzeit. 16. April 2023, in: PUK, 162. Jahrgang, Heft 3, 2023, S. 310–312.
- Zeigen dürfen. Lesepredigt zu Fronleichnam. 8. Juni 2023, in: PUK, 162. Jahrgang, Heft 4, 2023, S. 428429.
- Erschütterung (Joh 12, 20-33). Predigt zum 5. Fastensonntag. 17. März 2024, in: PUK, 163. Jahrgang, Heft 2, 2023, S. 204–206.
- Gottes »Nächstheit«. Predigt zum Dreifaltigkeitssonntag. 26. Mai 2024, in: PUK, 163. Jahrgang, Heft 3, 2024, S. 364–366.
- Was seid ihr so ängstlich! (Mk 4,35-41) Lesepredigt zum 12. Sonntag im Jahreskreis., in: PUK, 163. Jahrgang, Heft 4, 2024, S. 447–447.
- Nicht zu viel und nicht zu wenig. (2 Kor 8,7.9.13-15) Lesepredigt zum 13. Sonntag im Jahreskreis., in: PUK, 163. Jahrgang, Heft 4, 2024, S. 463–464.
- Wie sehen Heilige aus? Lesepredigt zu Allerheiligen., in: PUK, 163. Jahrgang, Heft 6, 2024, S. 681–682.
- Gutmenschen? Lesepredigt zum 7 Sonntag im Jahreskreis., in: PUK, 164. Jahrgang, Heft 2, 2025, S. 180-181.